# Miguel Antonio Campoy
Miguel Antonio Campoy Suárez (n. el 5 de septiembre de 1964 en Alicante, España). Actual Diputado por Alicante por el Partido Popular.
Diputado de la VII Legislatura. Licenciado en Derecho. Abogado.

## Actividad parlamentaria
- Vocal de la Comisión de Defensa
- Secretario Segundo de la Comisión de Fomento y Vivienda
- Vocal de la Comisión no permanente sobre seguridad vial y prevención de accidentes tráfico
- Vocal de la Comisión Mixta para las Relaciones con el Tribunal de Cuentas

- Datos: Q9032639